# Calle Choquechaka
La calle Choquechaka (en quechua: Chuqi Chaka) es una calle de la ciudad de Cusco, en el Perú. Se extiende de norte a sur en el centro histórico, superponiéndose al cauce del canalizado río Tullumayo. Junto con la Avenida Tullumayo forma uno de los ejes que recorren de sur a norte lo que fue el casco incaico de la ciudad comunicando la parte alta de la misma (el antiguo Colcampata con la zona de Limacpampa donde se iniciaba el camino inca que comunicaba a la capital imperial con el Collasuyo pasando, asimismo, por la subida a Tococachi, actual barrio de San Blas, donde se iniciaba el camino inca hacia el Antisuyo. 
Hasta inicios del siglo XX, el trazado de la calle correspondía al cauce canalizado del río Tullumayo y servía como separación de entre los barrios cusqueños de San Cristóbal y San Blas. Entre los años de 1909 y 1919 se realizó el entubamiento del trayecto superior de este río entre la Huaca Sapantiana y la Calle Ruinas dando lugar a esta calle.
Desde 1972 la vía forma parte de la Zona Monumental del Cusco declarada como Monumento Histórico del Perú. Asimismo, en 1983 al ser parte del casco histórico de la ciudad del Cusco, forma parte de la zona central declarada por la UNESCO como Patrimonio Cultural de la Humanidad. y en el 2014, al formar parte de la red vial del Tawantinsuyo volvió a ser declarada como patrimonio de la humanidad.

#### Libros y publicaciones
- Angles Vargas, Víctor (1988). Historia del Cusco Incaico Tomo I. Lima: Industrialgráfica S.A.
- Coronado Esquivel, Jessica; Apaza Callañaupa, Roel (2017). «La modernización de la ciudad y su salubridad: la canalización del Cusco a principios del siglo XX». Summa Humanitatis 9 (1). Consultado el 7 de octubre de 2019.

- Datos: Q70111851
- Multimedia: Calle Choquechaka / Q70111851